# Peter-Paul Pietsch
Peter-Paul Pietsch (* 22. April 1954) ist Gesellschafter der Motor Presse Stuttgart.
Der Sohn des Verlagsgründers Paul Pietsch (1911–2012), der vor und nach dem Zweiten Weltkrieg an Grand Prix und Formel-1-Rennen teilgenommen hat, betreibt selbst Motorsport in der VLN Langstreckenmeisterschaft Nürburgring. Dort beendete er mehrere Läufe unter den ersten zehn, in den letzten Jahren meist auf einem Porsche 911 GT3 Cup, zusammen mit anderen Journalisten.
Peter-Paul Pietsch hat Wirtschafts- und Sozialwissenschaften an der Universität Innsbruck studiert und danach im internationalen Verlagswesen gearbeitet. Von 1986 bis 2017 war er Mitglied der Geschäftsleitung der Motor Presse Stuttgart, seit 1992 zuständig für den Geschäftsbereich Motorrad und Luftfahrt. Ende 2017 übergab Pietsch seinen Posten in der Geschäftsleitung an Tim Ramms weiter. Pietsch ist weiterhin mit Patricia Scholten die größten Anteilseigner des Verlags Motor Presse Stuttgart.